# Люблянска опера
Люблянската опера е опера в Любляна, столицата на Словения. Тя е седалище на националната трупа за опера и балет, Словенския национален театър за опера и балет на Любляна. Намира се на улица „Жупанчичева“ № 1 (на словенски: Župančičeva 1) между сградата на словенския парламент, от една страна, и Народния музей и Народната галерия, от друга страна.

## История
Първоначално сградата е наречена Провинциален театър (на словенски: Deželno gledališče) и е построена между 1890 и 1892 г. в неоренесансов стил от чешките архитекти Ян Владимир Храски и Антон Хруби. Преди построяването на Немския театър (днешният Национален драматичен театър в Любляна) през 1911 г., сградата служи като място за постановки на словенски и немски език, а след това само на словенски език. През 1918 г. са основани оперната и балетната трупа, както и оркестър, които след края на Втората световна война започват да правят турнета и извън страната.

## Архитектура
Фасадата на Операта има йонийски колони, поддържащи фронтон с тимпан над входа и има две ниши отстрани, украсени с алегорични статуи на трагедията и комедията от скулптора Алойз Гангъл. Поради структурни повреди и липса на пространство, операта е реновирана през 2011 г. и разширена с модерно пристрояване в задната част на оригиналната сграда. Това увеличава общата площ от 3 500 на 10 500 m2.
На фасадата на сградата има бюстове на пионерите на словенския театър Игнаций Борщник и Антон Веровшек. И двете статуи са дело на скулптора Франс Крал.

## Галерия
- Ангелът с факела и други статуи над главния вход
- Интериорът след основен ремонт през 2011 г.
- Люблянската опера след основна реставрация през 2011 г. Разширението се вижда отзад.